# ألان والش
ألان والش (بالإنجليزية: Alan Walsh)‏ (9 ديسمبر 1956 في المملكة المتحدة - ) هو لاعب كرة قدم بريطاني في مركز جناح. لعب مع شروزبري تاون وكارديف سيتي ونادي بريستول سيتي ونادي بشكتاش ونادي ميدلزبره ونادي هارتلبول يونايتد ونادي والسول وهدرسفيلد تاون ونادي باث سيتي ودارلينجتون إف سى.

## وصلات خارجية
- ألان والش على موقع اتحاد تركيا (لاعب) (الإنجليزية)
- ألان والش على موقع قاعدة بيانات كرة القدم.إي يو (الإنجليزية)